# Picea alcoquiana
Il peccio di Alcock (Picea alcoquiana (H.J.Veitch ex Lindl.) Carrière, 1867) è una specie di peccio, appartenente alla famiglia delle Pinaceae, originaria della zona centrale dell'isola di Honshū, in Giappone.

## Etimologia
Il nome generico Picea, utilizzato già dai latini, potrebbe, secondo un'interpretazione etimologica, derivare da Pix picis = pece, in riferimento all'abbondante produzione di resina. Il nome specifico alcoquiana fu assegnato da John Gould Veitch in onore di Rutherford Alcock, ambasciatore inglese allora in carica in Giappone, che lo accompagnò nella ascesa del Fuji, durante la quale venne collezionata per la prima volta la specie.

## Descrizione

### Portamento
Albero alto fino a 30 m, con unico tronco diritto che può raggiungere 1 m di diametro e rami lunghi e snelli; i virgulti sono slanciati, lisci, di colore rosso-marrone, con piccoli pulvini lunghi 0,5-0,6 mm, divergenti di 50°-80° dal loro asse.

### Foglie
Le foglie sono aghiformi, di colore verde intenso, lunghe 10-15 mm, coriacee, lineari, quadrangolari, con punte molto acute nei giovani esemplari, lievemente acute in quelli maturi; hanno stomi su entrambe le pagine (disposti in 3-6 linee su quella superiore, 1-3 linee in quella inferiore). Le gemme vegetative sono resinose, lunghe 3-5 mm, con perule triangolari, marroni, persistenti.

### Fiori
Sono strobili maschili che fioriscono in maggio-giugno, rossi poi gialli, lunghi 1-1,5 cm, con numerosi stami.

### Frutti
I coni femminili sono oblunghi-cilindrici, pendenti, con peduncolo corto, lunghi 7-9 cm e larghi 3 cm, inizialmente rosso-porpora, poi rosso-marroni a maturazione, in ottobre. I macrosporofilli sono leggermente legnosi, orbicolari-ovati, strozzati superiormente, cuneati alla base e lunghi 13-16 mm. Le brattee sono molto piccole, acute e obovate, lunghe 3-4 mm. I semi, di color marrone nerastro, sono oblunghi-obovati, lunghi 4 mm, con parte alata marrone, lunga 10 mm.

### Corteccia
La corteccia, che si sfoglia in scaglie in età giovanile, è di colore marrone-porpora, poi grigia-marrone e fessurata in età matura.

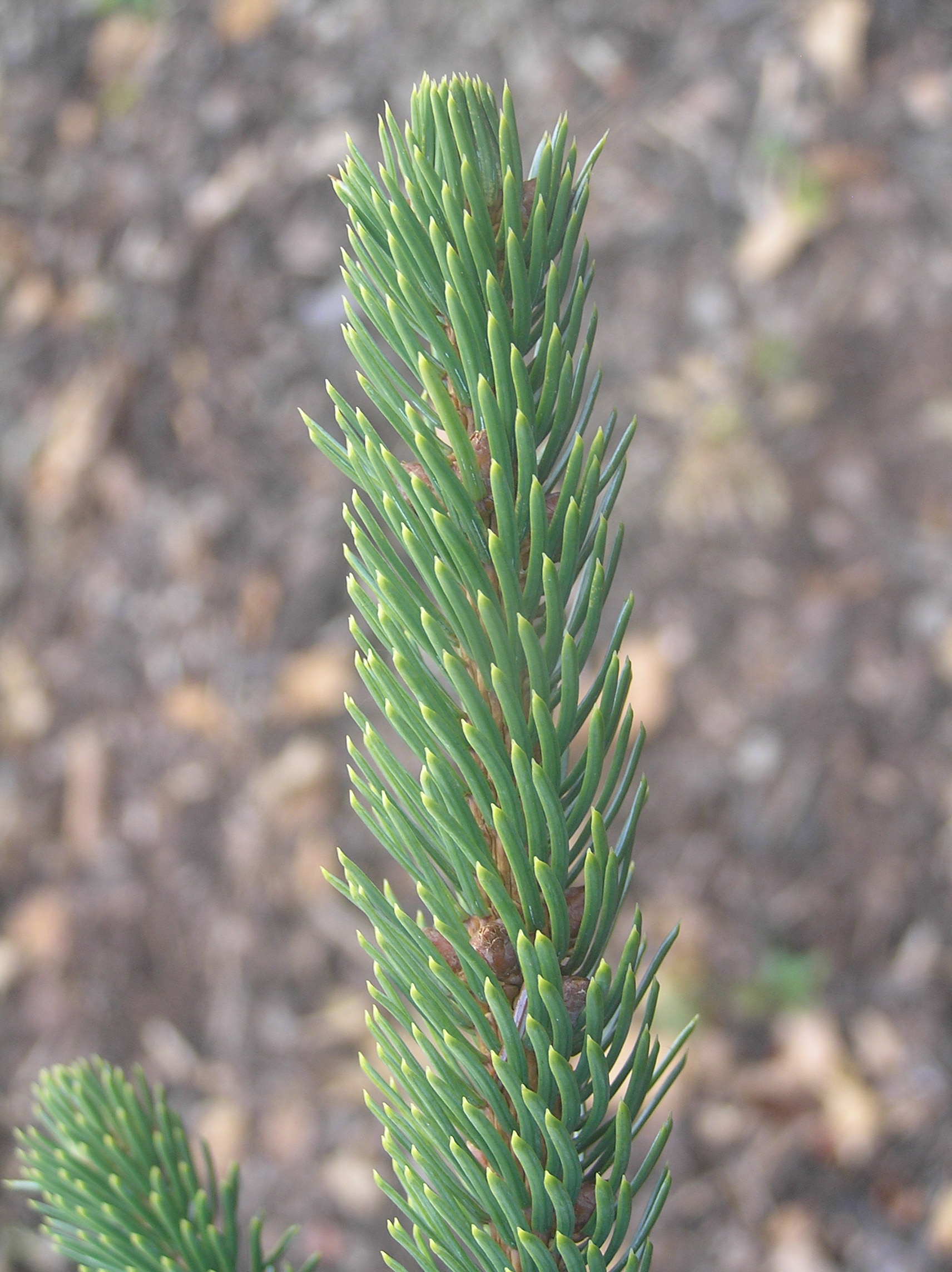
Aghi
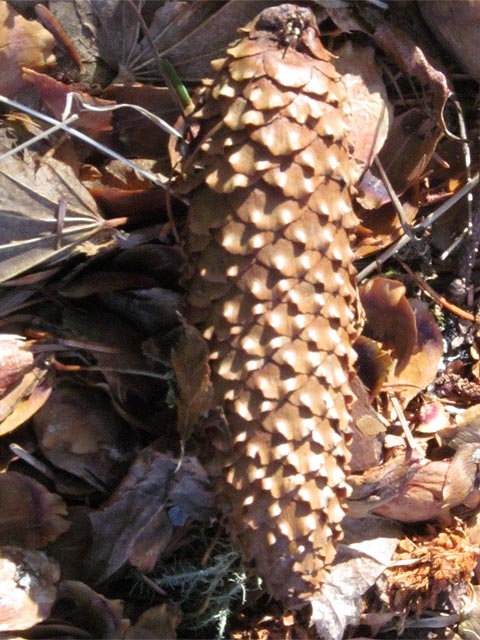
Cono femminile maturo
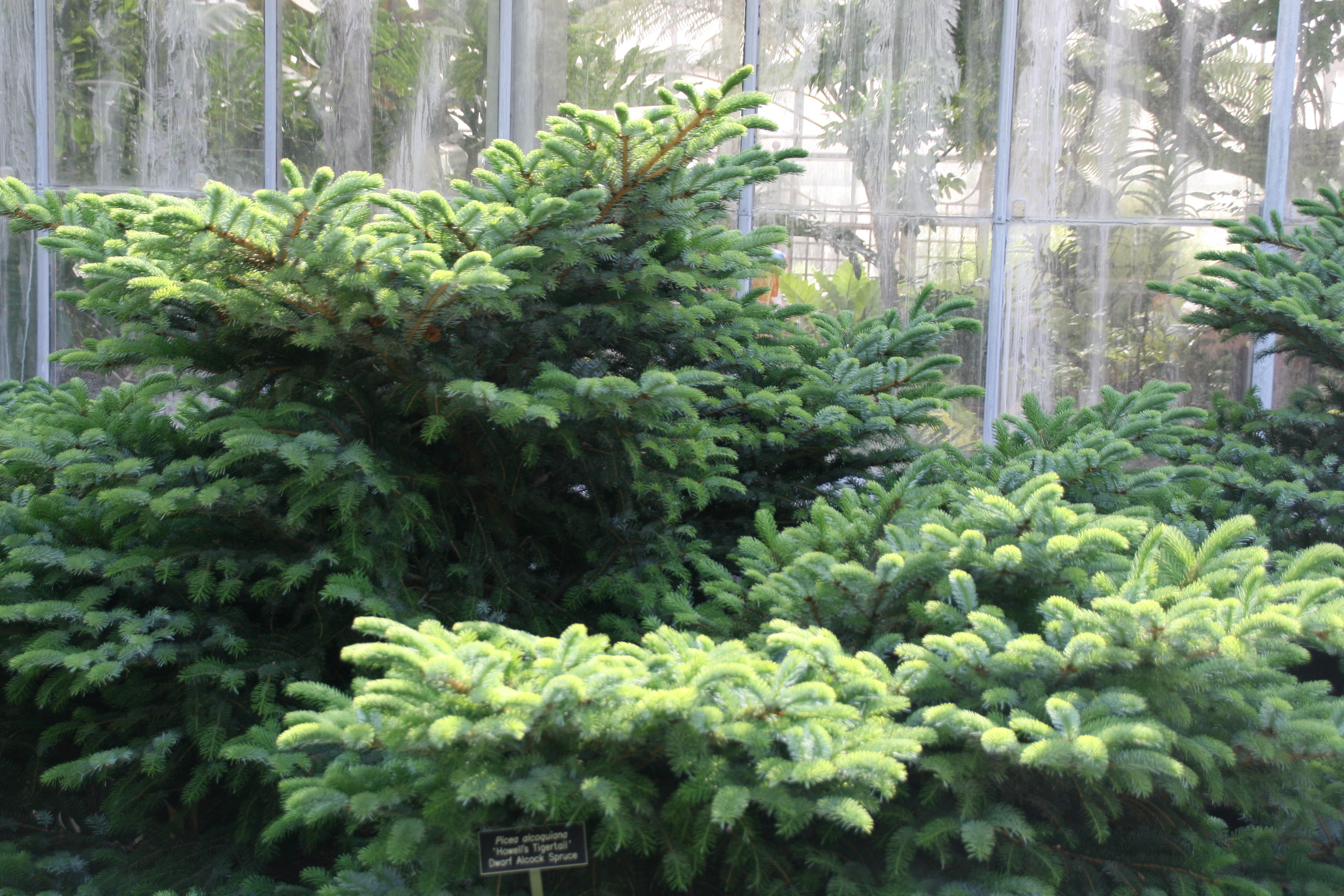
Cultivar di P. alcoquiana

## Distribuzione e habitat
Vegeta dai 700 ai 2180 m di quota, prediligendo suoli vulcanici e podzolici; il clima di riferimento è fresco e umido, con precipitazioni annue comprese tra 1000 e 2500 mm, caratterizzato da inverni freddi e nevosi. Cresce in foreste miste di conifere alle quote elevate, in associazione con  Picea jezoensis hondoensis, Tsuga diversifolia, Larix kaempferi, Pinus parviflora, Abies veitchii e Abies mariesii; a quote meno elevate anche con caducifoglie come Betula ermanii, Betula grossa, Sorbus commixta, Quercus mongolica var. grosseserrata, Alnus hirsuta var. sibirica e Prunus maximowiczii.

## Tassonomia
Vengono accettate due varietà:
- Picea alcoquiana var. acicularis (Maxim. ex Beissn.) Fitschen - più rara della nominale
- Picea alcoquiana var. reflexa (Shiras.) Fitschen - anch'essa rara

### Sinonimi
Sono stati riportati i seguenti sinonimi:
- Abies alcoquiana H.J.Veitch ex Lindl.
- Pinus alcoquiana (H.J.Veitch ex Lindl.) Parl.

## Usi
Il peccio di Alcock non ha grande importanza economica, tuttavia, al pari di altre specie di pecci giapponesi, il suo legno viene utilizzato nell'industria cartaria e per la fabbricazione di strumenti musicali, anche fuori dal Giappone. Introdotto in Europa e America, è comunque confinato a orti e giardini botanici, spesso conosciuto con il sinonimo P. bicolor.

## Conservazione
Lo sfruttamento del suo legno con conseguente deforestazione era e rimane il rischio maggiore per la specie, con un lento declino della popolazione; per questo motivo viene classificata come specie prossima alla minaccia nella Lista rossa IUCN.